# Couepia guianensis
Espèce
Classification APG III (2009)
Statut de conservation UICN

 LC  : Préoccupation mineure
Synonymes
- Acia amara Willd.
- Acioa amara Steud.
- Couepia surinamensis Kleinhoonte
- Couepia versicolor Benoist
- Moquilea couepia Steud.[1]

Couepia guianensis est une espèce de plantes à fleurs de la famille des Chrysobalanaceae. C'est un arbre endémique d'Amazonie et du plateau des Guyanes. C'est l'espèce type du genre Couepia Aubl..
En Guyane, on l'appelle Kuebi (Aluku), et particulièrement Boliquin, Koko, Kouebi pour la sous-espèce glandulosa, mais on emploie aussi les noms génériques de Bois-gaulette (Créole), Kwepi (Kali'na), Kouebi koko ou Bolikin (Nenge tongo), Wɨla yɨsi (Wayãpi), Pajurà verdadeiro (Portugais), Égron-anaura (Sranan tongo).
Il est connu au Suriname sous les noms de Anoura, Anaura, Broedoehoedoe (Nenge tongo), Kjawhatjawha (Saramaka), Boboeraballi, Doekoelia, Dokolia diamoroe, Anaura balli, Kaierieballi (Arawak), Japopalirian, Tiro beokaieriballi, Japopalli, Tekora (Karib), et particulièrement Oenikiakia djamaro, Kariballi hohorodihoro, Apesia pour la sous-espèce guianensis.
Au Venezuela on appelle la sous-espèce divaricata Merecure terán, Mezcla ou Pasita (Espagnol), la sous-espèce glandulosa Merecure orillero, Merecure Terán, Merecurito, Palo de lapa (Espagnol) ou Putuwáhse (Curripaco), et la sous-espèce guianensis Dakonaichu (Yekwana) ou Sarrapia de picure (Espagnol).

## Sous-espèces
Couepia guianensis comprend trois sous-espèces, :
- Couepia guianensis subsp. divaricata (Huber) Prance, 1981
- Couepia guianensis subsp. glandulosa (Miq.) Prance, 1981
- Couepia guianensis subsp. guianensis

## Description
Couepia guianensis est un arbre atteignant jusqu'à 25-30 m de haut.
Les jeunes branches pubérulentes, deviennent rapidement glabres.
Les feuilles sont simples alternes.
Les stipules sont linéaires, longues de 1 à 3 mm, précocement caduques.
Le pétiole, pubescent arachnoïde lorsqu'il est jeune, devenant glabres et rugueux avec l'âge, est canaliculés au-dessus, long de 3 à 9 mm, souvent accompagné de deux glandes à sa jonction avec le limbe.
Le limbe est membraneux à coriaces, de forme oblongue à oblongue-lancéolée,
à base cunéiforme à arrondie,
fortement acuminées (l'apex finement pointu est long de (5)8-18 mm),
long de (4,5)5 à 14(16,5) cm pour (2,2)2,5 à 5,5(6) cm de large.
La face adaxiale (supérieure) est glabre, lisse et luisante.
La face abaxiale (inférieure) est couverte d'une pubescence caduque clairsemée, ou  densément gris à brun-laineux-arachnoïde-tomenteux appressés, tardivement glabrescente.
La nervure médiane est proéminente au-dessus, et en dessous.
Les 10-15(16) paires de nervures secondaires sont planes au-dessus, saillantes en dessous.
L'inflorescence se compose de panicules terminaux (ou axillaire, naissant à l'aisselle des feuilles supérieures), racémeux ou peu ramifiés, souvent avec seulement de courtes branches portant 2 ou 3 fleurs.
Les bractées et bractéoles sont subulées, minuscules, membraneuses, ovales et caduques (non persistantes à la floraison).
Le rachis et les rameaux sont glabres, peu pubérulents, à tomenteux grisâtres ou brunâtres.
Les pédicelles sont longs de 0,5 à 4 mm.
Les fleurs sont longues de 9-12 mm.
Le réceptacle est
cylindrique à subcampanulé,
formant un tube
long de 4,5 à 10 (12) mm pour 1 à 2,5 mm de large sous le calice,
épais d'environ 2 mm dans sa partir supérieure,
glabre à l'intérieur (à l'exception des poils défléchis autour de la gorge),
et légèrement gris-pubérulent à glabre à l'extérieur (pubescence peu apprimée-pubérulente ne formant pas une couverture complète).
Le calice se compose d'un court tube de 5-6 mm, tomenteux, glabre à l'intérieur, avec des lobes arrondis, longs de 2-2,5 mm, partiellement pubérulents (à poils peu apprimés-pubérulents) ou glabres à l'extérieur.
La corolle comporte 5 pétales blancs, glabres sur la surface externe, et généralement ciliés sur les marges.
On compte environ 14-30(40) étamines unilatérales, insérées en demi-cercle avec de courts staminodes en face d'elles.
L'ovaire est tomenteux à villeux, avec le style pubescent sur au moins la moitié de sa longueur.
Les fruits sont arrondis, globuleux à ovoïdes, 3-4 x 2,5-3 cm.
Le péricarpe ligneux se compose d'un épicarpe (ou exocarpe) lisse et glabre, d'un mésocarpe fin et charnu, et d'un endocarpe fin, fragile, de texture granuleuse, glabre à l'intérieur,.

### Couepia guianensis subsp. guianensis
Cette sous-espèce est un arbre petit à grand, qui se distingue par :
- l'inflorescence : une grappe simple (quelques-unes avec des rameaux courts portant 2-3 fleurs), apparaissant généralement à au moins 3 aisselles de feuille sous l'apex du rameau,
- le limbe cartacé, long de 9–16,3 cm, la face inférieure densément laineuse-pubescente,
- le pétiole long de 6–9 mm,
- le réceptacle floral toujours cylindrique, étroit, long de 7 à 12 mm,
- sa préférence pour les zones de terre ferme (non inondées)[6],[3].

### Couepia guianensis subsp. glandulosa(Miquel) France, 1981
Cette sous-espèce est un arbre atteignant 12 m de hauteur, qui se distingue par :
- l'inflorescence en panicule, terminales et axillaires avec de petits rameaux peu fleuris, généralement présents seulement à 1 ou 2 aisselles de feuille en dessous de l'apex,
- le limbe chartacé à finement coriace, long de 5–10,5 cm, la face inférieure glabre ou légèrement pubescente-laineuse,
- le pétiole long de 3–6 mm,
- le réceptacle floral sub-campanulé à étroitement cylindrique, long de 5-10 mm,
- sa préférence pour les berges inondées.
- ses fruits comestibles[6],[3].

### Couepia guianensis subsp. divaricata(Huber) Prance, 1981
Cette sous-espèce est un petit arbre qui se distingue par :
- l'inflorescence en panicule terminal et axillaires, avec de petits rameaux peu fleuris à 1 ou 2 aisselles de feuille en dessous de l'apex,
- le limbe très wikt:coriace, long de 6–10,5 cm, la face inférieure densément pubescente-laineuse,
- le pétiole long de 3–6 mm,
- le réceptacle floral cylindrique, long de 5-7 mm,
- sa préférence pour les zones de terre ferme (non inondées)[3],[6].

## Répartition
Couepia guianensis est une espèce endémique de l'Amazonie et du plateau des Guyanes : Colombie, Venezuela, Guyana, Suriname, Guyane, Brésil amazonien.
- Couepia guianensis subsp. guianensis est présent du Venezuela à l'Amazonie brésilienne en passant par les Guyanes[10],
- Couepia guianensis subsp. glandulosa (Miquel) Prance, 1981 est présent de la Colombie au nord-ouest de l'Amazonie brésilienne, en passant par le Venezuela et les Guyanes,
- Couepia guianensis subsp. divaricata (Huber) Prance, 1981 est présent du Venezuela à l'est de l'Amazonie brésilienne, en passant par les Guyanes[3],[6].

## Écologie
- Couepia guianensis subsp. guianensis pousse en forêt de terre ferme, autour de 100–400 m d'altitude.
- Couepia guianensis subsp. glandulosa (Miquel) Prance, 1981 affectionne les forêts inondées le long des cours d'eau, autour de 100–400 m d'altitude.
- Couepia guianensis subsp. divaricata (Huber) Prance, 1981 préfère les forêts de terre ferme (non inondées) et les zones ouvertes dans les forêts secondaires, autour de 100–300 m d'altitude[3],[6].

Couepia guianensis est une espèce endémique d'Amazonie, particulièrement menacée par le réchauffement climatique.
L'anatomie des feuilles de Couepia guianensis a été étudiée.
La génétique de Couepia guianensis a été étudiée dans le cadre d'une étude phylogénétiques de familles d'arbres pantropicaux.

## Utilisation
Couepia guianensis est très utilisé chez les Businenge pour l'art Tembé.
Couepia guianensis est employé comme bois de feu, et les cendres de l'écorce servent lors de la fabrication de poteries amérindiennes, comme dégraissant de l'argile.

## Protologue

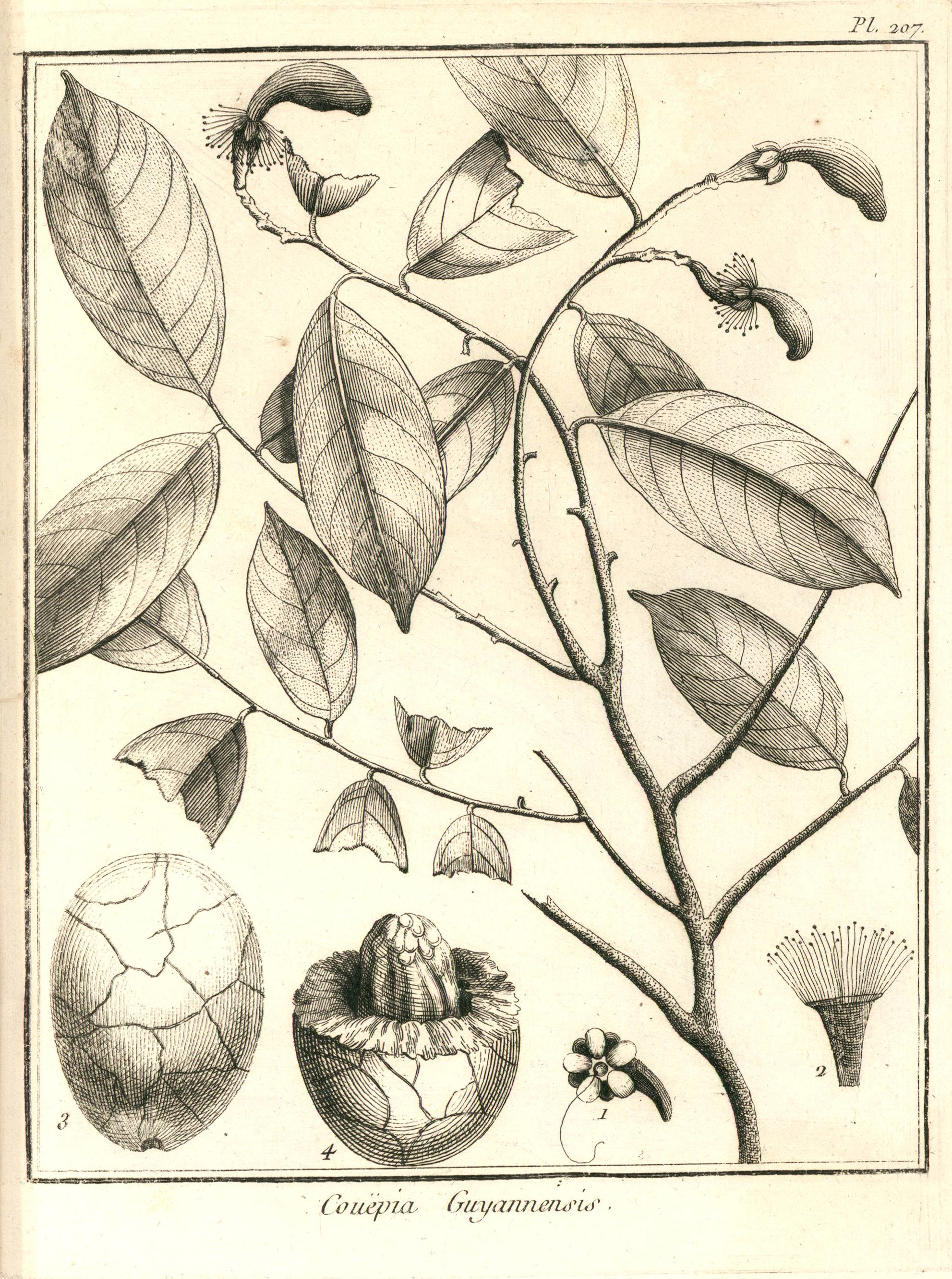
Couepia guianensis par Aublet (1775)
Planche 207. - 1. Calice épanoui. Ovaire. Style. - 2. Portion du calice ouverte. Étamines. - 3. Fruit. - 4. Fruit coupé en travers. Amande.

En 1775, le botaniste Aublet propose le protologue suivant : 

« COUEPIA Guianenſis. (Tabula 207.)
Arbor ſexaginta-pedalis, ad ſummitatem trunci ramoſiſſimai ramis ſparſis hunc & illinc. Folia alterna, glabra, integerrima, undulata, ovara, acuta, petiolata, petiolis villoiis, rufeſcencibus. Flores terminates. Fructus ; drupa ovata, ſicca, cinerea, ſulcis variis dehiſcentibus notata. Semen amarum non comeditur.
Fructnm ferebat Octobri.
Habitat in ſylvis prope fluvium Sinémarienſem.
Nomen Caribæum COUEPI.

LE COUEPI de la Guiane.
Cet arbre eſt très grand. Son tronc a environ ſoixante pieds de hauteur. Son écorce eſt griſe, liſſe ; ſon bois eſt rougeâtre, dur & peſant. Sa tête eſt formée par des branches tortueuſes qui ſe répandent en tous ſens. Elles donnent naiſſance à un grand nombre de rameaux garnis de feuilles alternes, minces, ondées à leur bord, vertes, longues de deux pouces & demi, ſur un & plus de largeur. Le pédicule eſt fort court & chargé de poils roux. 
Les fleurs naiſſent par bouquets à l'extrémité des rameaux. Leur calice eſt un tube courbe, long d'un demi-pouce, plus renflé en ſa partie ſupérieure qui ſe diviſe en cinq portions. Les pétales étoient tombés. 
Les étamines ſont en grand nombre ; leurs filets ſont longs ; les anthères ſont très petites. Toutes les étamines naiſſent d'un diſque  qui couronne l'ouverture du calice. 
Le piſtil eſt un ovaire ſitué ſur le bord du diſque, au deſſous des divisions inférieures du calice. Cet ovaire eſt ſurmonté d'un style long, courbé, & terminé par un petit stigmate aigu. 
L'ovaire devient un fruit gros comme une noix avec ſon brou porté ſur le calice qui alors eſt plein & ſolide. Son écorce eſt épaiſſe, un peu ligneuſe, fibreuſe, pointillée & gerſée. Elle couvre une coque mince, caſſante, dans laquelle eſt une amande amère, oblongue, arrondie, qui ſe partage en deux lobes, & eſt recouverte d'une membrane rouſſâtre. 
Les Galibis détachent l'écorce de cet arbre, qu'ils ſont ſecher, & s'en fervent pour cuire leur poterie. 
Cet arbre vient dans les forêts de Sinémari, éloignées de trente lieues des bords de la mer. Il eſt appellé COUEPI par les Galibis. »

— Fusée-Aublet, 1775.